# Sherlock James Andrews

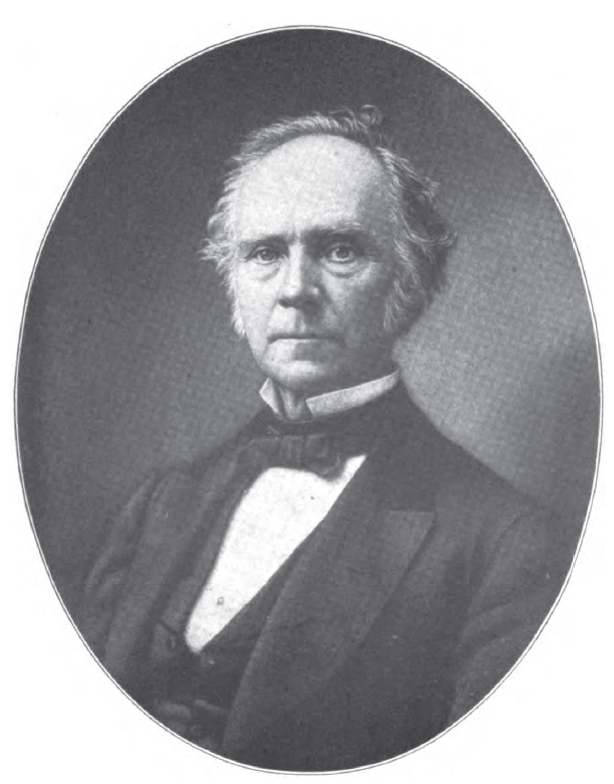
Sherlock James Andrews

Sherlock James Andrews (* 17. November 1801 in Wallingford, Connecticut; † 11. Februar 1880 in Cleveland, Ohio) war ein US-amerikanischer Jurist und Politiker. Zwischen 1841 und 1843 vertrat er den Bundesstaat Ohio im US-Repräsentantenhaus.

## Leben
Sherlock Andrews besuchte die Cheshire Academy in Connecticut und absolvierte danach im Jahr 1821 das Union College in Schenectady (New York). Nach einem Jurastudium an der New Haven Law School und seiner Zulassung als Rechtsanwalt begann er ab 1825 in Cleveland in diesem Beruf zu arbeiten. Im Jahr 1830 wurde er Staatsanwalt im dortigen Cuyahoga County. In den 1830er Jahren wurde er Mitglied der damals gegründeten Whig Party.
Bei den Kongresswahlen des Jahres 1840 wurde Andrews im 15. Wahlbezirk von Ohio in das US-Repräsentantenhaus in Washington, D.C. gewählt, wo er am 4. März 1841 die Nachfolge von John W. Allen antrat. Da er im Jahr 1842 auf eine erneute Kandidatur verzichtete, konnte er bis zum 3. März 1843 nur eine Legislaturperiode im Kongress absolvieren. Diese Zeit war von den Spannungen zwischen Präsident John Tyler und den Whigs geprägt. Außerdem wurde damals bereits über eine mögliche Annexion der seit 1836 von Mexiko unabhängigen Republik Texas diskutiert.
Nach seiner Zeit im US-Repräsentantenhaus praktizierte Andrews wieder als Anwalt in Cleveland. In den Jahren 1848 bis 1850 war er Richter am Superior Court of Cleveland. Nach der Auflösung der Whigs wurde er Mitglied der 1854 gegründeten Republikanischen Partei. In den Jahren 1849 und 1873 nahm er als Delegierter an den Verfassungskonventen seines Staates teil. Zeitweise saß er auch im Stadtrat von Cleveland. Er starb am 11. Februar 1880 in Cleveland, wo er auch beigesetzt wurde.